# Musée palestinien
Le musée palestinien (en arabe : المتحف الفلسطيني) est un musée situé à Bir Zeit, en Cisjordanie. Inauguré le 18 mai 2016, il s'agit d'un projet phare de la Welfare Association, une organisation à but non lucratif qui développe des projets humanitaires en Palestine. Représentant l'histoire et les aspirations du peuple palestinien, le musée vise à discuter du passé, du présent et de l'avenir de la Palestine.
Le bâtiment du musée est situé à 25 km au nord de Jérusalem. L'exposition inaugurale, Jerusalem Lives, a lieu le 26 août 2017.
Le 29 août 2019, le musée reçoit le prix Aga Khan d'architecture.